# Paul Jaspar
Paul Jaspar, né le 23 juin 1859 à Liège et mort le 18 février 1945, est un architecte belge de style éclectique puis moderne.

## Biographie

### Vie et carrière architecturale

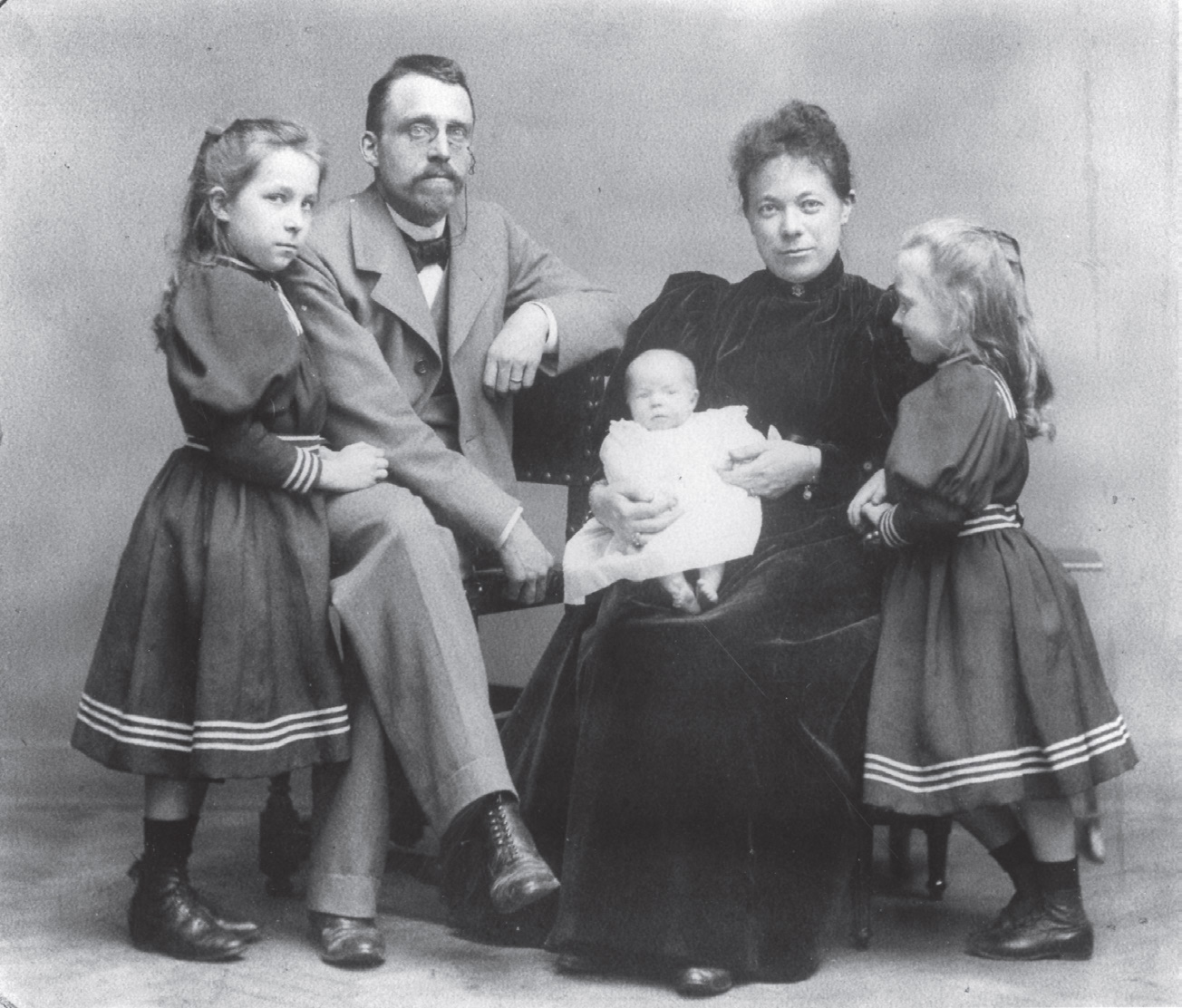
Paul Jaspar et sa famille vers 1896 : son épouse Anasthasie Libert et leurs filles, Jeanne, Lucie et Hélène.

Paul Dieudonné Jaspar est issu d’une famille de huit enfants. Il est le fils de l’industriel Joseph Jaspar, fondateur de l’industrie électrique en Belgique et des Ateliers Jaspar (surtout connus pour la fabrication d’ascenseurs).
Jaspar suit ses études supérieures à Bruxelles, à l’académie royale des Beaux-Arts où il étudie d’abord de 1878 à 1879 les cours de dessin d’après l’Antique et de 1879 à 1880 la Figure. Il entame ensuite des études d’architecture en 1880 et sera finalement diplômé en 1883.
Pendant ses études, Jaspar apprend également le métier chez l’architecte Henri Beyaert, dont il profitera de l’enseignement pendant cinq ans (1879 à 1884). Paul le considère d’ailleurs comme son « maître vénéré et tendrement aimé » Au sein de cet atelier, il aura la chance de travailler sur des projets tels que l’église Saint-Joseph de Faulx-les-Tombes (1879-1882), le château de Wespelaer (1881-1883), la gare de Tournai (1879), le square du Petit Sablon à Bruxelles (1879-1899) ou encore sur des habitations ou hôtels particuliers.
Jaspar complète son apprentissage en partant pendant un mois à Paris, suivi de plusieurs mois à visiter l’Italie. C’est  en Italie qu’il reçoit sa première commande, une villa pour l’avocat Clochereux. Jaspar rejoint la Belgique en 1884 tout en passant par plusieurs villes du Nord de la France.
À son retour à Liège, il s’installe rue Jonfosse où il collabore avec son frère, le décorateur Émile Jaspar. À deux, ils participeront aux expositions universelles de Paris (1900) et de Liège (1905) ainsi qu’à l’exposition internationale de Charleroi (1911). A cette période, la pratique architecturale de Jaspar est encore très influencée par celle d’Henri Beyaert : style historique, néo-Renaissance italienne et Flamande.
Grâce à ses études sur les villes wallonnes, le ministre Renkin le place à la  direction des travaux de reconstruction du centre historique de la ville de Dinant, travaux effectués en 1920.
Il réalise après 1895 quelques bâtiments d'inspiration Art nouveau sous l'influence de Paul Hankar, devenu son beau-frère. À partir de ces années-là, il se tourne également vers les villas de campagne fortement influencées par les modèles anglais appelés Cottage. En 1931, après le décès de son épouse, Jaspar délaisse peu à peu l’architecture pour se tourner vers la conservation des monuments anciens ainsi que vers le dessin et la peinture.
Paul Jaspar décède le 18 février 1945 des suites d’un accident vasculaire cérébral. Il est inhumé au cimetière de Robermont.

### Style en architecture

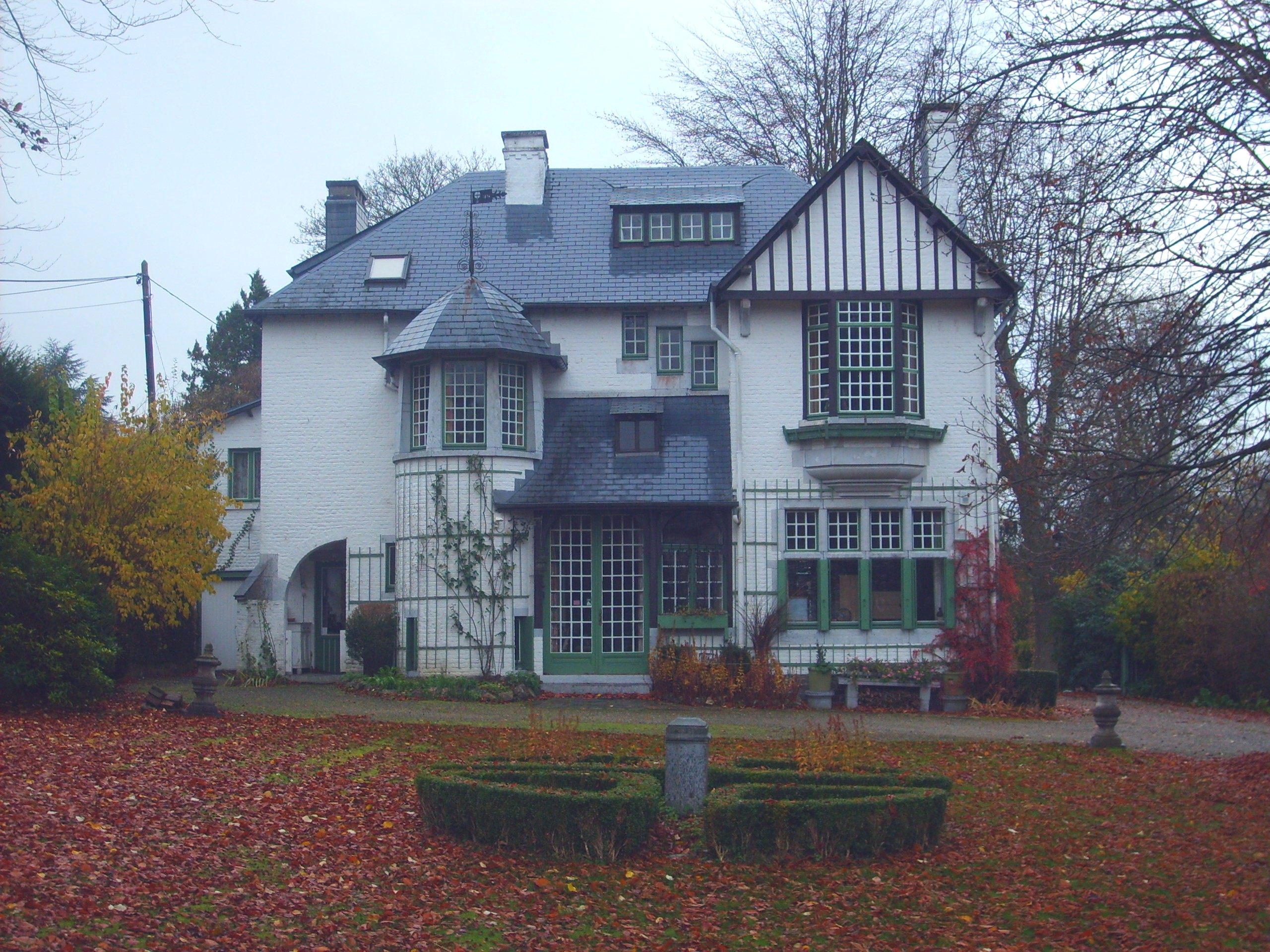
Villa Henrijean (1896).

Au cours de son début de carrière, Jaspar conçoit principalement des réalisations éclectiques, historiques, influencé par ses années passées dans les bureaux de Beyaert. En 1891, avec la maison Questienne, Jaspar fait ses premiers pas vers une architecture moderne et rationnelle. Fin des années 1890, il prend le chemin d’une modernité plus affirmée dans son architecture grâce au style Art nouveau, ce qui lui permet de se détacher peu à peu des écritures historiques pour en être totalement libéré dès 1901, il entame alors sa période « moderniste »  Jaspar se prête également à la réalisation de meubles, vitraux, portes, et tous autres types d’éléments de mobilier de style Art nouveau.
Début des années 1900, en plein essor avec le modernisme, Jaspar continue parallèlement une production de bâtiments enracinés dans l’histoire. C’est dans ce double visage que ce profilera toute sa carrière.

### Vie privée
Paul Jaspar épouse Anasthasie Olympe Anna Libert en 1886. Ensemble, ils ont trois filles: Jeanne (1887), Lucie (1889) et Hélène (1896).

### Fonctions

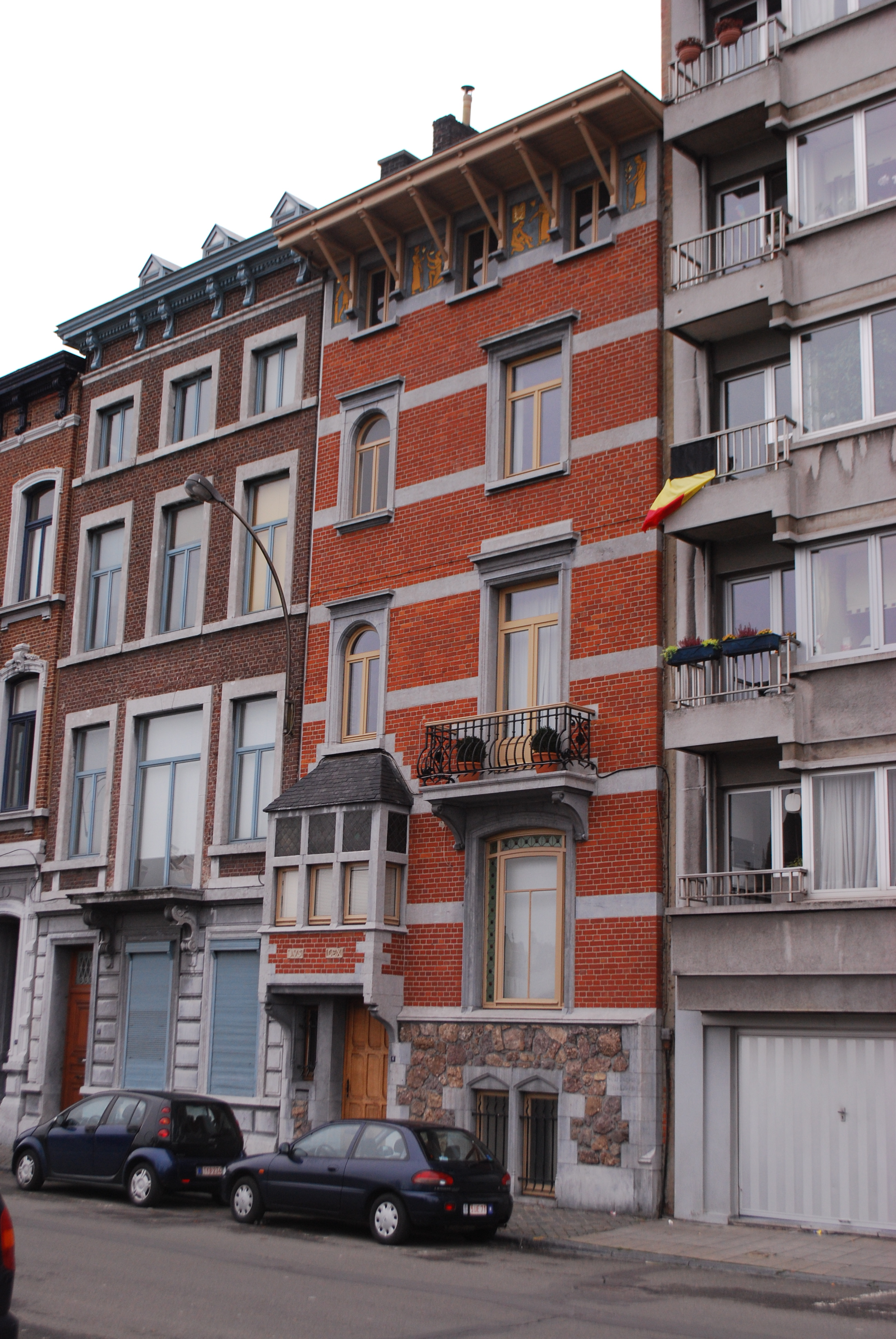
Maison Magnette (1897).

En 1884, Jaspar devient membre correspondant de la Société centrale d’Architecture de Belgique. À la mort de son père en 1899, Paul Jaspar devient le président du conseil d’administration de la société Ateliers Jaspar .
En 1902, il devient membre correspondant de l’institut archéologique liégeois
En 1905, il est choisi comme rapporteur au congrès Wallon pour développer le thème « Le sentiment wallon dans l’art de l’architecture »
En 1916, il participe à la fondation du Musée de l’Architecture du Pays de Liège ainsi qu’à la fondation du Musée de la vie wallonne où il en devient président de la Commission administrative.
De 1920 à 1945 il est membre correspondant de la Commission royale des Monuments et Sites. En 1921, il est nommé correspondant de l’Académie royale de Belgique, Classe des Beaux-Arts.

### Réalisations majeures

#### Maison Clochereux (1884)
C’est ainsi qu’en 1884, Jaspar réalise sa première commande, le projet d’une maison de campagne pour Mr Clochereux. La maison comporte 4 niveaux et s’implante sur une dénivellation de terrain existante. Elle peut être qualifiée de style renaissance flamande tout en étant influencée par les villas italiennes qu’il vient de visiter durant son voyage en Italie. Il utilise des matériaux de revêtements locaux tels que la brique, provenant de Sprimont. Dès le début de sa carrière il se soumet à l’utilisation de matériaux locaux, ce qui lui vaudra plus tard, de défendre le rôle des matériaux dans la définition d’une identité wallonne en architecture.

#### Maison Questienne (1891)

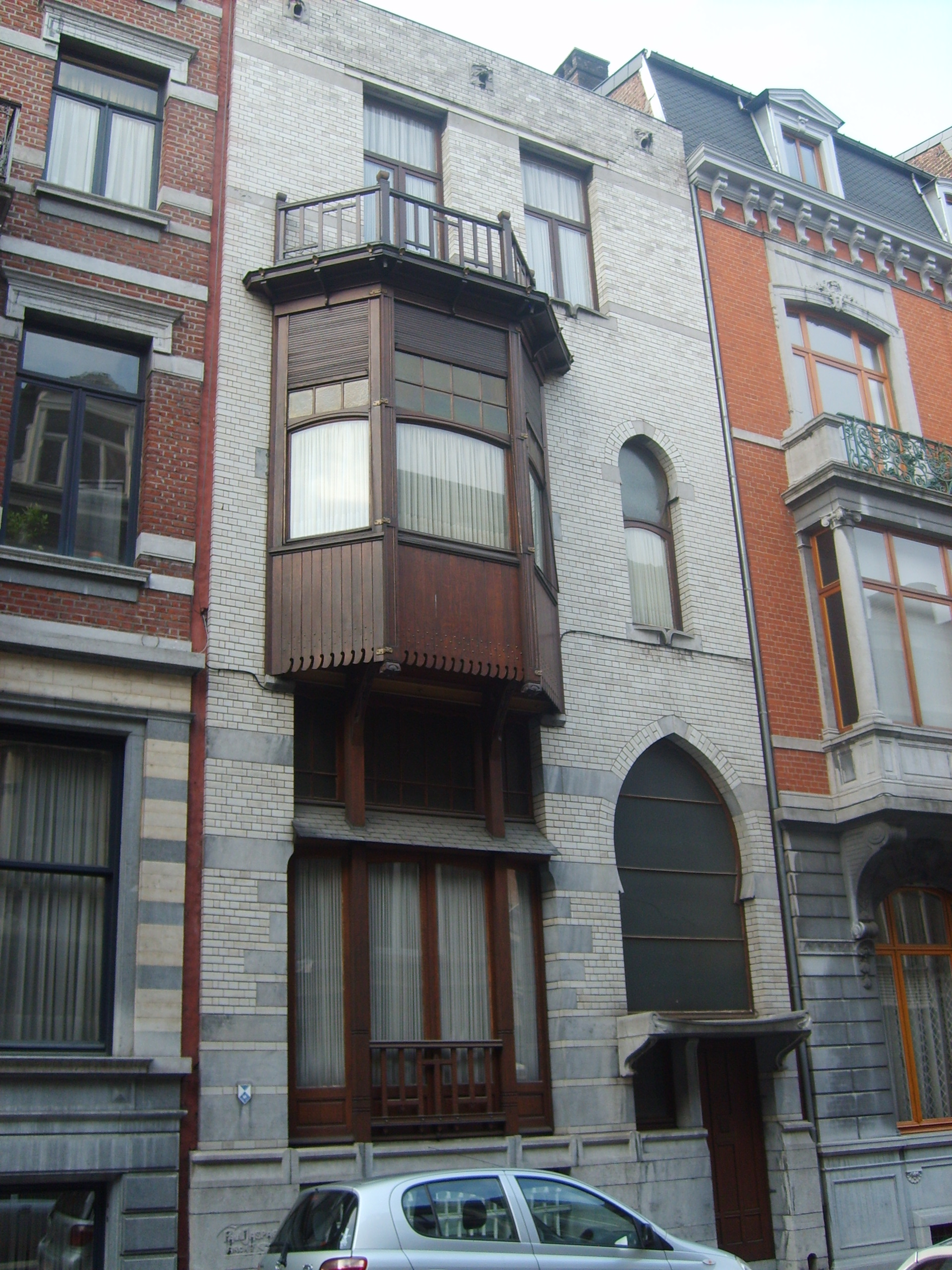
Maison Janssens-Lycops (1902).

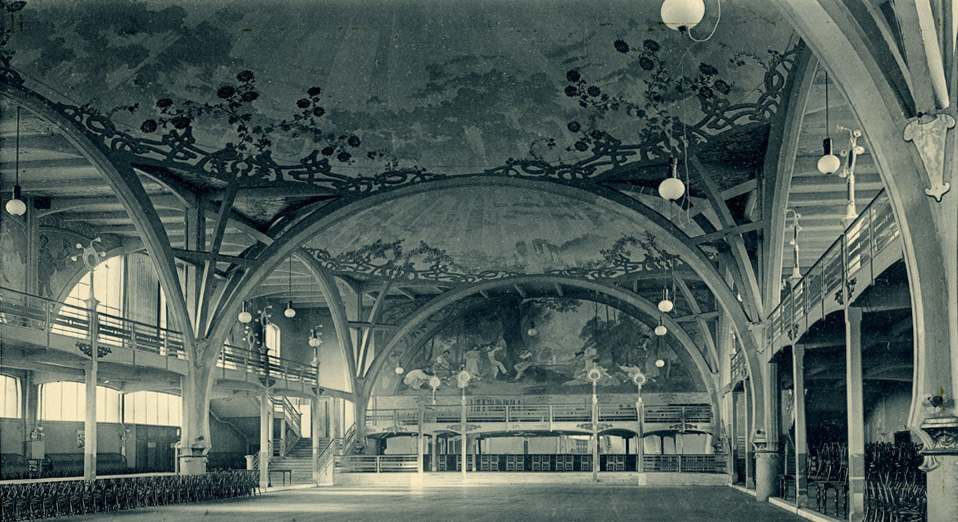
La Renommée, intérieur (1903).

Différents éléments participent à l’allure moderne de la maison. Jaspar utilise une structure métallique pour différents éléments, les tailles des différentes baies sont en accord avec la fonction à l’intérieur de l’habitation, ou encore l’absence de symétrie. De plus, il utilise la ligne en coup de fouet dans la ferronnerie, élément très caractéristique de l'Art nouveau mais encore très peu utilisé en région liégeoise. Jaspar n’abandonne pas pour autant le style éclectique, ainsi, dans le travail de la façade on y trouve toujours des éléments d’influence renaissance.

#### Maison Bénard(1895)
Jaspar reçoit commande de l’imprimeur Bénard pour construire une habitation personnelle, mitoyenne à son atelier existant (1888) rue Lambert-le-Bègue. Le plan de la maison est  traditionnel contrairement à la façade qui tire son influence de l'Art nouveau, plus particulièrement dans le style Hankar. Les éléments décoratifs de celle-ci indiquent la profession de Mr Bénard grâce à des sgraffites réalisés par Armand Rassenfosse. Cette construction intervient quelques années après la construction des hôtels Tassel, premières expressions de l’Art nouveau à Bruxelles .

#### Maison Rassenfosse(1898)
Le peintre Armand Rassenfosse, commande une maison rue Saint-Gilles près de son atelier. Pour la façade, il utilise toujours des matériaux locaux  tels que la briques, la pierre et les moellons, et applique les caractéristiques de l’architecture ancienne liégeoise. Il y apporte une touche personnelle et moderne dans le traitement des vitraux qu’il dessine lui-même. Le bâtiment est classé dans sa totalité depuis 2009.

#### Maison Janssens-Lycops(1902)
La façade est garnie d’éléments inédits dans l’architecture liégeoise. il n’y affiche que très peu d’éléments décoratifs et tend vers une réduction des formes architecturales. Le bâtiment est classé en 1987, une première pour l’architecte.

#### Reconstruction de La Renommée (1903)
La renommée est une salle qui accueille des bals, des foires, des expositions. À la suite d'un incendie en 1902, Jaspar est choisi pour reconstruire cet espace mythique du paysage liégeois. Projet culminant dans les théories modernes de Jaspar. Programme fonctionnel avec  une conception totalement affranchie de toute référence historique et régionaliste. Jaspar utilise de nouveaux matériaux innovateurs tels que le béton armé brut, fortement mis en avant dans le projet. À cause d’une maîtrise encore peu connue dans les techniques de mise en œuvre du béton, le bâtiment se dégrade assez rapidement. On y rencontre notamment des infiltrations d’eau. À la suite de ces désagréments, le projet subit un changement de fonction et devient un dépôt durant la première guerre mondiale et sera finalement démoli en 1938.
Un fonds Jaspar bien documenté existe à la bibliothèque Chiroux de Liège.

## Liste de ses réalisations principales

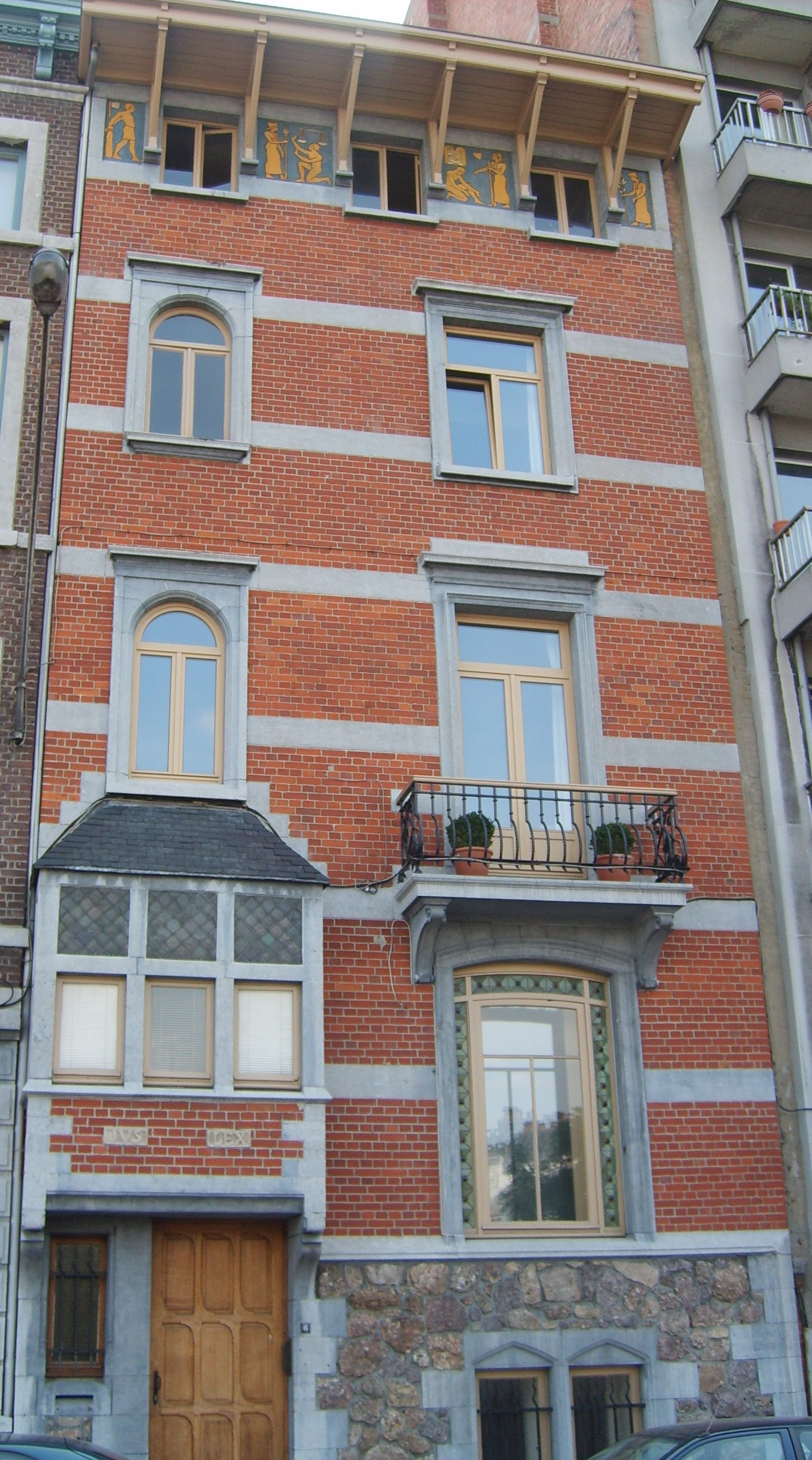
Maison Charles Magnette (1897).

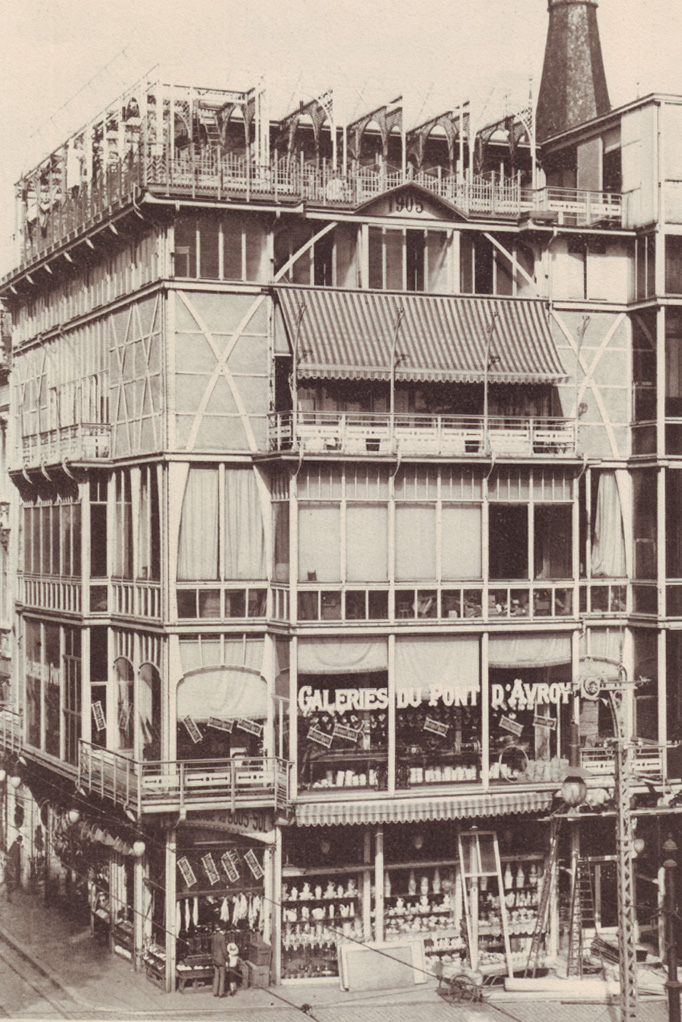
Bâtiment du Regina au début du XXe siècle (1904).

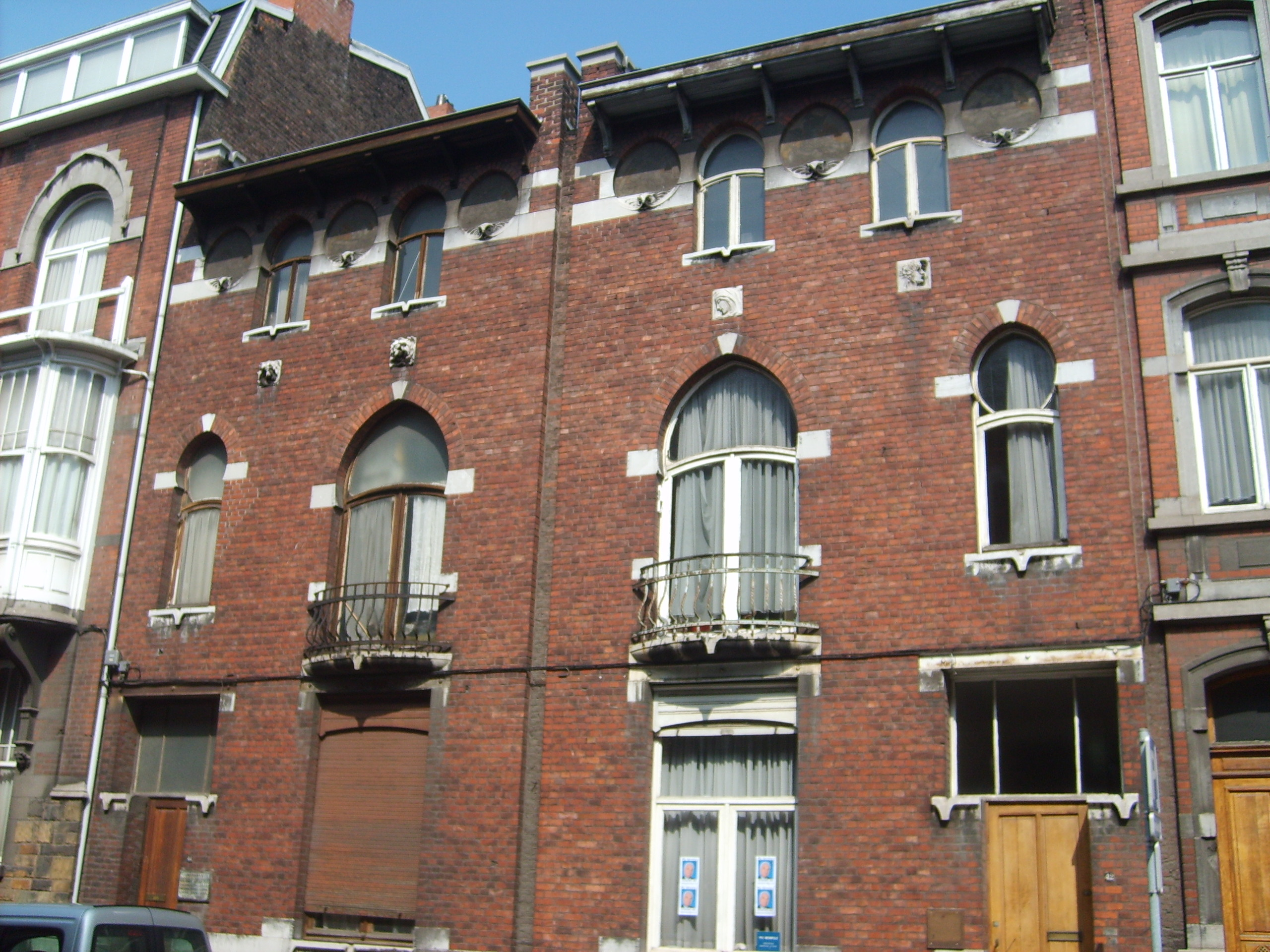
Les Maisons Jaspar (1906).

- 1884 : Maison de campagne Clochereux à Lincé, Sprimont
- 1886 : Habitation pour Walthère Libert à Grivegnée, Liège
- 1886 : Habitation pour Joseph Wauthier, Liège
- 1887 : Maison Dery, Rue des Vennes, Liège
- 1887 : Ensemble de 4 maisons pour la Société immobilière Jaspar de son père, rue des Vennes 24, 26, 28 et 30, Liège
- 1888 : Villa Lohest
- 1888 : Début d’habitation pour Paul Servais, Ehrang (Prusse). Non terminée par Jaspar
- 1889 : Transformation d’un immeuble boulevard de la Sauvenière 149 à Liège pour en faire son atelier et sa maison personnelle
- 1891 : Maison Questienne, rue Sohet 13, Liège
- 1891 : Transformation de la villa Clermont, Aywaille
- 1892 : Villa Zeyen, Tilff
- 1892 : Villa Atout, Tilff
- 1892 : Maison Aertz, place des Franchises, Liège
- 1893 : deux immeubles d’habitation pour Mathieu Lechanteur, Liège
- 1895-1896 : Maison Bénard [10], rue Lambert-le-Bègue n° 13-15 Liège
- 1896 : Villa Henrijean-Hennet, Spa
- 1896 : Agrandissement de la maison Noé-Renson à Liège, démolie en 1896
- 1897 : Maison Magnette, Liège
- 1897 : Construction d’un funiculaire à Liége (avec les ingénieurs Questienne, Thonnar et Desmon)
- 1897 : Maison d’Henri Berchmans, Cointe
- 1897 : Villa d’Andrimont, Lincé
- 1898 : Siège social de la société la Métallurgique de Prayon, Outre-Meuse
- 1898 : Maison Delruelle, Prayon
- 1898-1900 : Maison Rassenfosse, rue Saint-Gilles 366, Liège
- 1899 : Villa Loeser, Spa
- 1899 : Maison Oury, Liège
- 1899 : Maison Lovens, Liège
- 1899 : Maison Gédéon Michel, Rue de Rotterdam 31, Liège
- 1899 : Projet de deux maisons mitoyennes pour l’ingénieur Michel et le peintre Berchmans
- 1899 : Bâtiment pour la communauté protestante à Lize-Seraing
- 1900 : Pavillon des armuriers à l’Exposition de Paris de 1900 (Avec Emile Jaspar)
- 1900 : Etablissement de Glain-lez-Liège
- 1901 : Villa Emile Jaspar, Sprimont
- 1901 : Exhaussement d’un étage sur l’hôtel Kleyer de Paul Hankar
- 1901-1902 : Villa des Buissons, Esneux
- 1902-1903 : Maison Janssens-Lycops (en collaboration avec Clément Pirnay), Liège
- 1903 : Villa Emile Hiertz, Seraing
- 1903 : Maison Bustin, rue César Franck 28, Liège
- 1903 : Réalisation de la salle de la Renommée, Liège (démoli en 1938)
- 1904 : Hotel boulevard d’Avroy pour Albert Braconier-Timmerhans, Liège
- 1904 : Les galeries liégeoises ou galeries du pont d’Avroy, Liège, connu comme le Regina en 1908 (démoli en 1956)
- 1905 : Pavillon des marchands de vin à l’exposition de Liège
- 1905 : Pavillon des Ateliers Jaspar à l’exposition de Liège
- 1905-1906 : Maison Van der Schrick, rue du Vieux Mayeur 38, Liège
- 1906 : Maison Masset, Ixelles
- 1906 : Maison Jaspar, rue du Vieux Mayeur 42-44, Liège
- 1906 : château du Château-ferme de Strivay, Neupré
- 1908-1910 : Maison Bêchet, Liège
- 1910 : Maison Remouchamps, Liège
- 1910 : Château Borchamps à Aye, Marche-en-Famenne
- 1916 : château de Beaudoin à Lubbeek
- 1917 : Transformation d’une ancienne gendarmerie en château, Barvaux
- 1921 : Reconstruction de l'hôtel de Ville de Visé
- 1925 : Maison Thiry-Jaspar, Hoboken
- 1925 : Galerie d’architecture de la section Belge à l’Exposition internationale des Arts décoratifs et industriels modernes de Paris
- 1928 : Transformation de deux bâtiments boulevard de la Sauvenière
- 1929 : Mémorial Justin Malfeyt, parc Léopold à Ostende